# 加利·斯特里特
加利·斯特里特爵士（英語：Sir Gary Streeter，1955年10月2日—），英格蘭政治人物，他的黨籍是保守黨。自1997年開始，他擔任西南德文選區選出的英國下議院議員。